# Sebastião Francisco Drago Valente de Brito Cabreira
Sebastião Francisco Severo Drago Valente de Brito Correia de Lacerda Green Cabreira, primeiro e único barão de Nossa Senhora da Vitória da Batalha, (Faro, 4 de outubro de 1809 — Paris, 12 de novembro de 1868) foi um reconhecido militar do exército, governador das praças de Abrantes e da Torre de São Julião da Barra e deputado do conselho da Rainha D. Maria II de Portugal. Era filho do general Sebastião Drago Valente de Brito Cabreira, fidalgo cavaleiro da Casa Real e da sua mulher, D. Maria Amélia Alves Pinheiro Correia de Lacerda Green.

## Títulos

### Barão de Nossa Senhora da Vitória da Batalha
Foi agraciado com o título de Barão de Nossa Senhora da Vitória da Batalha, por decreto real de 2 de junho de 1851, e tornou-se ainda comendador da Ordem da Torre e Espada e da Ordem de São Bento de Avis e cavaleiro da Ordem de Cristo. Foi também comendador da Ordem de Isabel a Católica e cavaleiro da Ordem de São Fernando (da 1.ª classe).